# Chen Quanguo
Dans ce nom chinois, le nom de famille, Chen, précède le nom personnel.
Chen Quanguo, né en 1955 dans la province du Henan, est un ancien militaire et un homme politique chinois. Il a adhéré au Parti communiste chinois (PCC) en 1973.
Gouverneur de la province septentrionale du Hebei à partir de 2010, il remplace Zhang Qingli à la tête du PCC pour la région autonome du Tibet en août 2011.
En août 2016, il est remplacé à la tête de la région autonome du Tibet par Wu Yingjie et nommé secrétaire du parti au Xinjiang, fonction qu'il quitte en décembre 2021.

## Biographie
Chen Quanguo est considéré comme le protégé du Premier ministre Li Keqiang. Il a travaillé comme adjoint de Li dans le Henan entre 1998 et 2004.
Cet ancien militaire est né dans la province du Henan. Il a exercé la fonction de secrétaire adjoint du PCC pour le Hebei en 2009 puis a été gouverneur de cette province en 2010.

### Secrétaire du Parti de la région autonome du Tibet
Alors que 20 Tibétains se sont immolés au Tibet depuis mars 2011, Chen Quanguo a limogé trois responsables locaux en indiquant « Le combat contre la clique du dalaï est une lutte difficile, sur le long terme, parfois très engagée ».
Selon plusieurs sources, dont l'ONG Reporters sans frontières, Chen Quanguo a renforcé le contrôle des moyens de communication et plus particulièrement sur les téléphones portables et Internet,,. Selon l'écrivaine chinoise d'origine tibétaine Tsering Woeser, en 2012 Chen Quanguo a indiqué à propos du « Projet Tibet-Xinjiang » qu’il fallait « développer la mise en œuvre du réseau du Tibet et les avantages d’avoir un véritable système d’enregistrement de l’identité pour les téléphones mobiles, améliorer le contrôle des informations sur Internet pour construire un système de prévention et de contrôle de l’air, du sol et de l’internet par osmose inverse, et veiller de manière efficace à ce que partout sur l’immense territoire de la région, qui compte 1,2 million de kilomètres carrés, l’on puisse entendre et voir l’image et la voix du Comité central du PCC, et que l’on ne puisse ni entendre, ni voir l’image et la voix des forces hostiles et de la clique du Dalaï-Lama, afin de garantir la sécurité absolue dans les domaines de l’idéologie et de la culture ».
En août 2014, le parti communiste chinois, par la voix de Chen Quanguo, promeut les mariages mixtes entre les Chinois tibétains et les Chinois Han. Tsering Woeser, elle-même fille d'une mère tibétaine et d'un père issu de l'union d'un Han et d'une Tibétaine, considère qu'il s'agit de noyer l’identité tibétaine dans la culture chinoise Han. Chen Quanguo a demandé aux fonctionnaires « d’agir comme des marieurs » afin que « soient ainsi reconnues la Grande Patrie, la culture chinoise et la voie du socialisme ».
La tibétologue Katia Buffetrille indique qu’il est l’instigateur de camps de rééducation où les religieux tibétains sont envoyés : « Chen Guanguo a commencé au Tibet cette politique qui ne vise non pas seulement les dissidents mais l’ensemble d’un groupe ethnique perçu comme une menace pour la sécurité nationale » .

### Secrétaire du Parti pour le Xinjiang
En août 2016, Wu Yingjie remplace Chen Quanguo comme secrétaire du Comité du Parti communiste chinois pour la région autonome du Tibet. Par ailleurs Chen Quanguo n'est plus membre du Comité du PCC pour le Tibet ni de son comité permanent. Chen doit occuper le même poste dans le Xinjiang où officie Zhang Chunxian.
Selon Human Rights Watch : « Le degré de répression a nettement augmenté après que Chen Quanguo, secrétaire du Parti communiste, a quitté son poste dans la région autonome du Tibet pour prendre la tête de la région du Xinjiang, fin 2016 ». Il est mis en place des camps de rééducation dans le Xinjiang qui détiennent des Kazakhs et des Ouïghours. Un million de personnes seraient concernées par cet enfermement.
En rétorsion de la politique sécuritaire de Chen Quanguo dans le Xinjiang, les États-Unis décident de le priver de possibilité de visa, lui et sa famille. Le gouvernement américain lui reproche d’être en « lien avec de graves atteintes aux droits de l’Homme » en particulier envers le peuple Ouïghour.
Le 25 décembre 2021, Chen Quanguo quitte son poste où il est remplacé par Ma Xingrui (en).

## À voir